# 泛魚駅
泛魚駅（ポモえき）は、大韓民国大邱広域市寿城区にある大邱交通公社2号線の駅である。駅番号は(233)。

## 駅構造
- 島式ホーム1面2線の地下駅。

## 駅周辺
- 大邱銀行泛魚洞支店
- ウリィ銀行泛魚洞支店
- ハナ銀行泛魚洞支店
- ハナ銀行泛魚駅支店
- 韓国外換銀行泛魚洞支店
- 大邱東都初等学校
- 韓国シティ銀行泛魚支店
- 新韓銀行We'ｖeザ・ゼニス支店
- NH農協銀行泛魚洞支店
- 寿城区庁
- 泛魚2洞住民センター
- 泛魚2洞郵便局
- 大邱泛魚初等学校
- 大邱地方法院・大邱地方検察庁

## 歴史
- 2005年10月18日 - 開業。

## 利用状況
| 路線   | 利用人数 | 利用人数 | 利用人数 | 利用人数 | 利用人数 | 利用人数 | 利用人数 | 利用人数 | 利用人数 | 利用人数 |
| 路線   | 2005年   | 2006年   | 2007年   | 2008年   | 2009年   | 2010年   | 2011年   | 2012年   | 2013年   | 2014年   |
| ------ | -------- | -------- | -------- | -------- | -------- | -------- | -------- | -------- | -------- | -------- |
| ●2号線 | 4367人   | 5326人   | 5491人   | 5779人   | 5966人   | 7081人   | 7699人   | 8299人   | 8957人   | 9156人   |

## 隣の駅
大邱交通公社
●2号線
大邱銀行駅 (232) - 泛魚駅 (233) - 寿城区庁駅(234)